# 電撃コラボレーション
電撃コラボレーション（でんげきコラボレーション）は、日本の小説雑誌である『電撃hp』『電撃文庫MAGAZINE』誌上にて行われる企画。「電撃作家陣が同じテーマ&同じシチュレーションのもと、コラボレーション作品を描く」をメインコンセプトに、複数の作家たちによって書かれている。
企画で書かれた作品のトリは、成田良悟をつとめることがほぼ定例化している。

## 電撃hp・電撃文庫MAGAZINEに掲載された企画
- 電撃hp Volume.7『逢えば闘う奴ら〈前編〉』（2000年6月18日）
著 - 高畑京一郎、橋本紡、川上稔 / イラスト - 織田裕行
- 電撃hp Volume.8『逢えば闘う奴ら〈後編〉』（2000年9月18日）
著 - 中里融司、土門弘幸、古橋秀之 / イラスト - 織田裕行
- 電撃hp Volume.9『逢えば恋する乙女ら』（2000年12月18日）
著 - 川上稔、古橋秀之、橋本紡、高畑京一郎、中里融司、土門弘幸 / イラスト - 織田裕行
- 電撃hp Volume.25『Who wrote it?』（2003年8月20日）
- 電撃hp Volume.30『電撃コラボレーション 豪華客船MW号』（2004年6月18日）
著 - 時雨沢恵一、三雲岳斗、渡瀬草一郎、有沢まみず、成田良悟 / イラスト - エナミカツミ、とりしも
- 電撃hp Volume.32『Who wrote it?』（2004年10月18日）
- 電撃hp SPECIAL 2005 SPRING『電撃コラボレーション MW学園』（2005年3月14日）
著 - 佐藤ケイ、渡瀬草一郎、有沢まみず、壁井ユカコ、成田良悟、柴村仁、三上延、鎌池和馬 / イラスト - 片瀬優
- 電撃hp Volume.38『電撃コラボレーション まい・いまじねーしょん』（2005年10月11日）
- 電撃hp Volume.44『電撃コラボレーション 電撃文庫編集長からの挑戦状』（2006年10月10日）
著 - 有沢まみず、柴村仁、周防ツカサ、水瀬葉月、高畑京一郎 / イラスト - 堤利一郎
- 電撃hp Volume.45『電撃コラボレーション 電撃文庫編集長からの挑戦状 追伸』（2006年12月10日）
著 - 成田良悟 / イラスト - 堤利一郎
- 電撃文庫MAGAZINE プロローグ1『電撃コラボレーション とある家族の謹賀新年』（2007年12月10日）
著 - 有沢まみず、上月司、甲田学人、柴村仁、成田良悟 / イラスト - 倉藤倖
- 電撃文庫MAGAZINE Vol.1『電撃コラボレーション The BOX ～はじまりの箱の物語～』（2008年4月10日）
著 - 渡瀬草一郎、来楽零、入間人間、七飯宏隆、藤原祐 / イラスト - ぎん太
- 電撃文庫MAGAZINE Vol.4『電撃コラボレーション The Stories of 15』（2008年10月10日）
著 - 岩田洋季、おかゆまさき、紅玉いづき、ハセガワケイスケ、峰守ひろかず / イラスト - ふゆの春秋
- 電撃文庫MAGAZINE Vol.7『電撃コラボレーション 4月、それは――××××』（2009年4月10日）
著 - 時雨沢恵一、古橋秀之、鈴木鈴、入間人間、柴村仁、壁井ユカコ、佐藤ケイ、来楽零、渡瀬草一郎、紅玉いづき、藤原祐、中村恵里加、水瀬葉月
イラスト - いとうのいぢ、ゲま、岩城拓郎、越島はぐ、霜月えいと、車敏羨、春日歩
- 電撃文庫MAGAZINE Vol.23『電撃コラボレーション サンタクロースを見た』（2011年12月10日 / 電撃文庫MAGAZINE文庫）
著 - 蒼山サグ、沖田雅、竹宮ゆゆこ、土橋真二郎、志村一矢 / イラスト - 文倉十
- 電撃文庫MAGAZINE Vol.33『電撃コラボレーション 終わらない夏を終わらせる五つの方法』（2013年8月10日 / 電撃文庫MAGAZINE文庫）
著 - 茜屋まつり、兎月山羊、宇野朴人、サイトーマサト、蝉川タカマル / イラスト - れこ
- 電撃文庫MAGAZINE Vol.35『電撃コラボレーション フユコイ ―彼女たちの言えない事情―』（2013年12月10日 / 電撃文庫MAGAZINE文庫）
著 - 岩田洋季、上月司、御影瑛路、時雨沢恵一 / イラスト - そと、櫻木けい、黒銀、霜月えいと
- 電撃文庫MAGAZINE Vol.39『魔法科高校の劣等生×ソードアート・オンライン ―ドリームゲーム くろすおーばー―』（2014年8月9日）
著 - 佐島勤 / イラスト - 石田可奈、abec
- 電撃文庫MAGAZINE Vol.40『ソードアート・オンライン×魔法科高校の劣等生 バーサスII』（2014年10月10日）
著 - 川原礫 / 監修 - 佐島勤 / イラスト - abec、石田可奈
- 電撃文庫MAGAZINE Vol.43『電撃コラボレーション 七人の時雨沢恵一』（2015年4月10日 / 電撃文庫MAGAZINE文庫）
著 - 木崎ちあき、聴猫芝居、九岡望、甲田学人、時雨沢恵一、夏海公司、成田良悟、和ヶ原聡司 / イラスト - 黒星紅白

## 公式海賊本に掲載された企画
- 公式海賊本「電撃ヴんこ」『ドクかみっ!』（2003年）
著 - 有沢まみず、おかゆまさき / イラスト - 若月神無、とりしも
- 公式海賊本「電撃h」『電撃コラボレーション 豪華客船MW号<h>編』（2004年）
著 - 三上延、岩田洋季、近藤信義、谷川流
- 公式海賊本「電撃p」『電撃コラボレーション 豪華客船MW号<p>編』（2004年）
著 - 志村一矢、葉山透、在原竹広、藤原祐
- 公式海賊本「電撃hPa」『いぬティック・ムーンは一途に恋をする』（2005年）
著 - 藤原祐、有沢まみず、志村一矢 / イラスト - 椋本夏夜、若月神無、椎名優
- 電撃文庫公式海賊本「電撃VS」『とある魔術の禁書目録VSデュラララ!!』（電撃文庫 秋の祭典2014）
著 - 鎌池和馬、成田良悟 / イラスト - はいむらきよたか、ヤスダスズヒト

## 文庫化された企画
| 作品名                                      | 著者 | イラスト                                                                 | 初版発行日付   | ISBN                   |
| ------------------------------------------- | --- | ------------------------------------------------------------------------ | -------------- | ---------------------- |
| 電撃コラボレーション まい・いまじね～しょん | うえお久光、時雨沢恵一 上月司、有川浩 中村恵里加、五十嵐雄策 有沢まみず、柴村仁 古橋秀之、岩田洋季 成田良悟   | 西E田、むにゅう 京極しん、三日月かける さそりがため、山本ケイジ 田上俊介 | 2008年8月10日  | ISBN 978-4-04-867177-4 |
| 電撃コラボレーション MW号の悲劇             | 渡瀬草一郎、三雲岳斗 時雨沢恵一、有沢まみず 成田良悟、近藤信義 藤原祐、在原竹広 岩田洋季、谷川流 おかゆまさき | エナミカツミ、とりしも                                                   | 2008年9月10日  | ISBN 978-4-04-867217-7 |
| 電撃コラボレーション 最後の鐘が鳴るとき     | 壁井ユカコ、渡瀬草一郎 三上延、佐藤ケイ 柴村仁、有沢まみず 鎌池和馬、成田良悟 片瀬優                          | 片瀬優、文倉十                                                           | 2008年10月10日 | ISBN 978-4-04-867274-0 |